# 维多利亚·阿布利尔

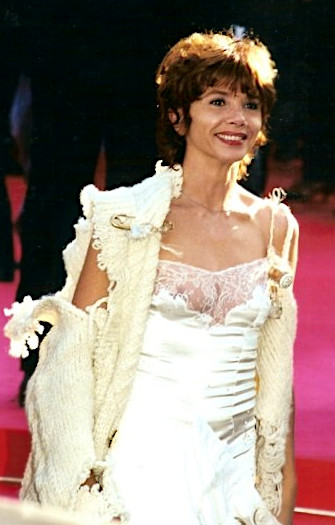

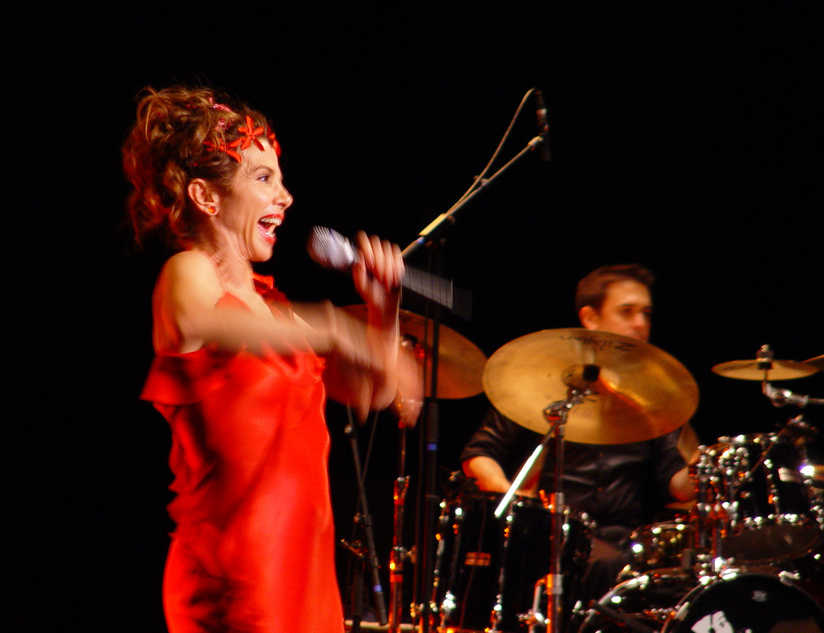

维多利亚·阿布利尔（西班牙語：Victoria Abril，1959年6月4日—），全名维多利亚·梅里达·罗哈斯（Victoria Mérida Rojas），女，马德里人，西班牙演员和歌手。

## 專輯列表
- Putcheros do Brasil（2005年）
- Olala（2007年）

## 外部連結
- 维多利亚·阿布利尔在互联网电影资料库（IMDb）上的資料（英文）